# Gastón Benedetti
Gastón Benedetti Taffarel (ur. 29 marca 2001 w Larroque) – argentyński piłkarz występujący na pozycji lewego obrońcy, od 2023 roku zawodnik Estudiantes La Plata.